# Syd Saylor
Pour les articles homonymes, voir Saylor.
Syd Saylor (né le 24 mars 1895 à Chicago, en Illinois et mort le 21 décembre 1972 à Hollywood, en Californie) est un acteur américain.

## Filmographie

### Années 1920
- 1926 : The Winking Idol
- 1926 : And George Did! : George
- 1926 : George the Winner : George
- 1926 : The Ridin' Rascal
- 1926 : The Runaway Express : The Tramp
- 1926 : Red Hot Leather : Noisy' Bates
- 1926 : Why George! : George
- 1926 : George's in Love : George
- 1926 : Snookums' Merry Christmas
- 1927 : Snookums' Playmate
- 1927 : By George
- 1927 : George Runs Wild : George
- 1927 : Snookums Disappears
- 1927 : Backward George : George
- 1927 : Fishing Snookums
- 1927 : George Leaves Home : George
- 1927 : The Newlyweds' Shopping Tour
- 1927 : Kid George : George
- 1927 : Stop Snookums
- 1927 : George's Many Loves : George
- 1927 : Snookums Asleep
- 1927 : On Furlough : George
- 1927 : Snookums Cleans Up
- 1927 : Oh, Taxi! : George
- 1927 : Rushing Business : George
- 1927 : George Steps Out : George
- 1927 : The Newlyweds' Surprise
- 1927 : Picking on George : George
- 1927 : The Disordered Orderly : George
- 1927 : On Deck : George
- 1927 : Model George : George
- 1928 : High Flyin' George : George
- 1928 : Man of Letters : George
- 1928 : George's False Alarm : George
- 1928 : Watch, George! : George
- 1928 : When George Hops : George
- 1928 : Sailor George : George
- 1928 : George's School Daze : George
- 1928 : George Meets George : George
- 1928 : Big Game George : George
- 1928 : She's My Girl : George
- 1928 : Rubber Necks : George
- 1928 : Look Pleasant : George
- 1928 : The Cross Country Bunion Race : George
- 1928 : All for Geraldine : George
- 1929 : Shanghai Rose : Xavier Doolittle
- 1929 : Sailor Suits : George
- 1929 : Just Off Broadway : Bennie Barnett
- 1929 : Crushed Hats : George
- 1929 : Television George : George
- 1929 : Two Gun Morgan de Walter Fabian
- 1929 : Seeing Sights : George
- 1929 : Close Shaves : George
- 1929 : Private Business : George
- 1929 : Red Romance de Walter Fabian
- 1929 : Outdoor Sports : George
- 1929 : Hot Puppies : George
- 1929 : Fly Cops : George
- 1929 : The Cut-Ups : George
- 1929 : Burning Youth
- 1929 : Cat, Dog & Co. : Piéton
- 1929 : Too Many Women de Samuel Neufeld : George

### Années 1930
- 1930 : French Leave (en) de Sam Newfield
- 1930 : Sister's Pest
- 1930 : Plane Crazy de Jo Van Ronkel
- 1930 : Sid's Long Count
- 1930 : The Light of Western Stars d'Otto Brower : Toe
- 1930 : Showgirl in Hollywood : Tour Guide
- 1930 : The Border Legion d'Otto Brower et Edwin H. Knopf : Shrimp
- 1930 : For the Defense : Evening Sun reporter
- 1930 : Goodbye Legs
- 1930 : Men Without Law : Hank
- 1930 : Playthings of Hollywood
- 1931 : No Limit de Frank Tuttle : Reporter
- 1931 : Scandal Sheet : Nichols, Photographer
- 1931 : Fighting Caravans : Charlie
- 1931 : Finn and Hattie de Norman Taurog et Norman Z. McLeod : The Brakeman
- 1931 : Déloyale (Unfaithful) de John Cromwell : Buck
- 1931 : The Lawyer's Secret de Louis Gasnier de Max Marcin : Red
- 1931 : I Take This Woman de Marion Gering : Shorty
- 1931 : Slide, Speedy, Slide
- 1931 : Caught d'Edward Sloman : Sergent Weems
- 1931 : Buster millionnaire (Sidewalks of New York) de Jules White et Zion Myers : One Round Mulvaney
- 1931 : Law of the Sea : Marin
- 1932 : Sky Bride de Stephen Roberts : Elmer, Air Show Spectator
- 1932 : Rule 'Em and Weep : Second Duelling Officer
- 1932 : Folies olympiques (Million Dollar Legs) d'Edward F. Cline Olympics Weight Lifting Offical
- 1932 : Le Provocateur (Lady and Gent) : Joe
- 1932 : Plumes de cheval (Horse Feathers) de Norman Z. McLeod : Speakeasy Patron at Slot Machine
- 1932 : The Crusader : Harry Smaltz
- 1932 : Tangled Destinies
- 1932 : The Bride's Bereavement; or, The Snake in the Grass
- 1932 : Si j'avais un million (If I Had a Million), film collectif : One of Rollo's drivers
- 1932 : Frisco Jenny de William A. Wellman : Drunk Getting Socked
- 1933 : Murders in the Zoo de A. Edward Sutherland : Banquet photographer
- 1933 : Silent Men (en) de D. Ross Lederman : Coyote Carter
- 1933 : The World Gone Mad (en) de Christy Cabanne : Collins - Janitor
- 1933 : Justice Takes a Holiday : Scoop Jones
- 1933 : Hell Below : Ingénieur en chef Hendrickson
- 1933 : The Nuisance (en) de Jack Conway : Fred
- 1933 : Gambling Ship de Louis J. Gasnier et Max Marcin : un marin
- 1933 : A Man of Sentiment de Richard Thorpe
- 1933 : Curtain at Eight
- 1933 : After Tonight : Baggage Man
- 1933 : The Chief
- 1933 : The Sin of Nora Moran
- 1934 : Contented Calves
- 1934 : Les Amants fugitifs (Fugitive Lovers) de Richard Boleslawski : Chauffeur du troisième bus
- 1934 : The Lost Jungle : Larry Henderson
- 1934 : Marrying Widows
- 1934 : The Lost Jungle : Larry Henderson
- 1934 : Young and Beautiful de Joseph Santley : Hansen
- 1934 : Un rude cow-boy (The Dude Ranger) d'Edward F. Cline : Nebraska' Kemp
- 1934 : Cœurs meurtris (A Girl of the Limberlost) de Christy Cabanne : Pete Carson
- 1934 : Gridiron Flash : Convict With Smith
- 1934 : Transatlantic Merry-Go-Round (en) de Benjamin Stoloff : Chauffeur de taxi de Campbell
- 1934 : The Marines Are Coming (en) de David Howard : Marine releasing Bill from guardhouse
- 1934 : When a Man Sees Red : Ben
- 1934 : Le Mystère du Colorado (en) (Mystery Mountain) d'Otto Brower : Breezy Baker
- 1934 : Night Alarm : Giggling Reporter
- 1935 : Wilderness Mail : Henchman Mora
- 1935 : Two Hearts in Wax Time : Mannequin Dresser
- 1935 : L'Étoile de minuit (Star of Midnight) de Stephen Roberts : Foley, Record Delivery Man
- 1935 : Je veux être une lady (Goin' to Town), d'Alexander Hall : Cowboy
- 1935 : The Headline Woman (en) de William Nigh : Murphy, Reporter
- 1935 : Murder in the Fleet : Chief Petty Officer
- 1935 : Code of the Mounted de Sam Newfield : RCMP Rogers
- 1935 : La Joyeuse Aventure (Ladies Crave Excitement) de Nick Grinde : Flynn
- 1935 : Branded a Coward : Oscar
- 1935 : Men of Action
- 1935 : L'Appel de la forêt (The Call of the Wild) de William A. Wellman : Piccolo Player
- 1935 : Here Comes Cookie : Chauffeur de taxi d'Allen
- 1935 : Streamline Express de Leonard Fields : Smith (steward)
- 1935 : Nevada : Cash Burridge
- 1936 : Hitch Hike to Heaven : Spud
- 1936 : Le Mort qui marche (The Walking Dead) de Michael Curtiz : Courtroom Reporter
- 1936 : Sky Parade : Flash Lewis
- 1936 : The Fighting Coward : détective Hendricks
- 1936 : Mon ex-femme détective (The Ex-Mrs. Bradford) de Stephen Roberts : Détective
- 1936 : Rhythm on the Range : Gus
- 1936 : Prison Shadows : Dave Moran
- 1936 : Kelly of the Secret Service : Red
- 1936 : His Brother's Wife : Mug, Fish-Eye's Henchman
- 1936 : Kelly the Second : Dan
- 1936 : L'Enchanteresse (The Gorgeous Hussy) de Clarence Brown : Agitateur
- 1936 : The Three Mesquiteers : Lullaby Joslin
- 1936 : Mister Cinderella : Mr. Fitch
- 1936 : House of Secrets (en) de Roland D. Reed : Ed
- 1936 : Rose Bowl de Charles Barton : Membre du groupe Booster Club
- 1936 : La Chanson à deux sous (Pennies from Heaven) de Norman Z. McLeod : Sign painter
- 1936 : Headin' for the Rio Grande : Chili (Tex's sidekick)
- 1937 : Secret Valley (en) de Howard Bretherton : Paddy
- 1937 : Arizona Days (en) de John English : Claude 'Grass' Hopper
- 1937 : Time Out for Romance : Conducteur de camion
- 1937 : Guns in the Dark : Oscar
- 1937 : On demande une étoile (Pick a Star) : Street Sweeper
- 1937 : Casse-cou (Born Reckless) de Malcolm St. Clair : Conducteur
- 1937 : Forlorn River (en) de Charles Barton : Weary' Pierce
- 1937 : She Had to Eat : Pompier
- 1937 : Meet the Boyfriend (en) de Ralph Staub : Buddy
- 1937 : Le Couple invisible (Topper) de Norman Z. McLeod : Vendeur de voiture
- 1937 : La Petite Roublarde (Wild and Woolly) d'Alfred L. Werker : Lutz
- 1937 : The Lady Escapes : Carpenter
- 1937 : Sea Racketeers : Henchman Weasel
- 1937 : All Over Town (en) de James W. Horne : Equipment Tester
- 1937 : The Wrong Road (en) de James Cruze : Big hobo
- 1937 : Roll Along, Cowboy : Pinky (cowpoke)
- 1937 : La Ville du diable (Born to the West) de Charles Barton : Dink Hooley
- 1937 : Wallaby Jim of the Islands : Jake, Kestrel Crew
- 1937 : Exiled to Shanghai : Maloney
- 1938 : Crashing Through Danger : Tom
- 1938 : Happy Landing : joueur de tuba
- 1938 : The Black Doll : Deputy Red
- 1938 : A Yank at Oxford : Second Printer
- 1938 : M. Moto sur le ring (Mr. Moto's Gamble) : Hotel desk clerk
- 1938 : Pilote d'essai (Test Pilot) de Victor Fleming :'Boss Leader
- 1938 : Safety in Numbers : Garde
- 1938 : One Wild Night : Mug in Bank
- 1938 : Strange Faces : Slim Bailey, Garage Owner
- 1938 : Les Hommes volants (Men with Wings) de William A. Wellman : Jimmy
- 1938 : Little Miss Broadway : Membre du groupe
- 1938 : Keep Smiling (en) de Monty Banks : Studio Policeman
- 1938 : La Pauvre Millionnaire (There Goes My Heart) de Norman Z. McLeod : Robinson
- 1938 : Down on the Farm : Peintre
- 1938 : The Law West of Tombstone (en) : Second Reporter
- 1938 : Madame et son cowboy (The Cowboy and the Lady) de H. C. Potter : Cowboy
- 1939 : Pirates of the Skies : Carnival plane-ride barker
- 1939 : Stand Up and Fight : Gambling Stooge
- 1939 : Persons in Hiding : Gas Station Attendant
- 1939 : Pardon Our Nerve : Facteur
- 1939 : Let Freedom Ring (en) de Jack Conway : Surveyor
- 1939 : Le Kid du Texas (The Kid from Texas) de S. Sylvan Simon : Texas Cowhand
- 1939 : Union Pacific : Barker
- 1939 : Boy Friend de James Tinling : Motorcycle Cop
- 1939 : Chicken Wagon Family : Chauffeur de taxi
- 1939 : Our Leading Citizen : Sam, the Porter
- 1939 : L'Esclave aux mains d'or (Golden Boy) de Rouben Mamoulian : Ringsider next to Pa Bonaparte
- 1939 : Tonnerre sur l'Atlantique (Thunder Afloat) de George B. Seitz : Opérateur à distance envoyant un message codé
- 1939 : $1000 a Touchdown : Bangs
- 1939 : Geronimo le peau rouge (en) (Geronimo) : Sergent
- 1939 : Remember? : Premier chauffeur de taxi

### Années 1940
- 1940 : I Take This Woman de W. S. Van Dyke : Premier chauffeur de taxi
- 1940 : Abraham Lincoln (Abe Lincoln in Illinois) de John Cromwell : John Johnston
- 1940 : Irene : le jardinier
- 1940 : Lucky Cisco Kid (en) : Hotel clerk
- 1940 : Young People : Vaudevillian
- 1940 : Dr. Kildare's Crisis (en) : Hospital Elevator Operator
- 1940 : Arizona de Wesley Ruggles : Timmins, Ward Henchman
- 1941 : Père contre fils (Wyoming Wildcat) de George Sherman : Butch McCord
- 1941 : Life with Henry : Électricien
- 1941 : Ride, Kelly, Ride (en) de Norman Foster : Cowhand
- 1941 : Sleepers West d'Eugene Forde : Vender
- 1941 : Le Tombeur du Michigan (Reaching for the Sun) de William A. Wellman : First Man at Lunch Cart
- 1941 : The Great American Broadcast : Brakeman
- 1941 : Nevada City : Fake drunk
- 1941 : We Go Fast : Stranger
- 1941 : Le Dernier des Duane (Last of the Duanes) de James Tinling : Townsman
- 1941 : Miss Polly : Drug Store Owner
- 1941 : H.M. Pulham, Esq. : Preacher
- 1941 : Borrowed Hero
- 1941 : Évitons le scandale ! (Design for Scandal) de Norman Taurog : Second chauffeur de taxi
- 1942 : That Other Woman : Tramp
- 1942 : A Gentleman at Heart : Lighthouse
- 1942 : True to the Army : Dumb-looking private
- 1942 : Sundown Jim de James Tinling : Townsman
- 1942 : A Desperate Chance for Ellery Queen de James P. Hogan : Fingers Muldoon
- 1942 : Sunday Punch : Taxi Driver
- 1942 : Pacific Rendezvous : Navy Recruiter
- 1942 : It Happened in Flatbush : Second Taxi Driver
- 1942 : La Glorieuse Parade (Yankee Doodle Dandy) de Michael Curtiz : Star boarder
- 1942 : Mademoiselle Palmer et son psychiatre (Lady in a Jam) de Gregory La Cava : Drunk
- 1942 : Diviser pour régner (Divide and Conquer) : Bit Role
- 1942 : Fall In (en) de Kurt Neumann : Cigar Store Owner
- 1942 : The Great Gildersleeve : Phil, le charpentier
- 1942 : Time to Kill d'Herbert I. Leeds : Facteur
- 1942 : Tennessee Johnson de William Dieterle : Rat-faced man
- 1943 : Mug Town : Drunk
- 1943 : He Hired the Boss : Facteur
- 1943 : Henry Aldrich Gets Glamour : Bus driver
- 1943 : Convoi vers la Russie (Action in the North Atlantic) de Lloyd Bacon
- 1943 : Jitterbugs : Carnival barker for Fatima
- 1943 : A Lady Takes a Chance : Poker Player
- 1943 : Nobody's Darling d'Anthony Mann : Newsman
- 1943 : So's Your Uncle : Meek character
- 1943 : Swing Shift Maisie : Clerk
- 1943 : Dangerous Blondes de Leigh Jason : un préposé (non crédité)
- 1943 : Footlight Glamour : Taxi driver #1
- 1943 : Doughboys in Ireland : Sergent
- 1943 : Harvest Melody : Spot
- 1943 : National Barn Dance : Man doing breathing exercises on street
- 1943 : Swingtime Johnny : Sea food barker
- 1943 : Swing Out the Blues
- 1944 : Lucky Cowboy : Williams
- 1944 : Hey, Rookie : Cpl. Trupp
- 1944 : Buffalo Bill de William A. Wellman : Barker
- 1944 : Gambler's Choice : Husband at Police Court
- 1944 : Slightly Terrific : Sammy
- 1944 : Hantise (Gaslight) de George Cukor : Baggage clerk
- 1944 : Étrange Histoire (Once Upon a Time) d'Alexander Hall : Shipyard worker
- 1944 : Louisiana Hayride de Charles Barton : Man
- 1944 : Three of a Kind : Customer
- 1944 : Le Joyeux Trio Monahan (The Merry Monahans) : Drunk
- 1944 : Meet Miss Bobby Socks :'Mr. Loomis
- 1945 : She Gets Her Man de Erle C. Kenton : Waiter and Tour Guide
- 1945 : Brenda Starr, Reporter (en) de Wallace Fox : Chuck Allen
- 1945 : Frisco Sal (en) de George Waggner : Guide
- 1945 : Voyez mon avocat (See My Lawyer) d'Eddie Cline : Bit Part
- 1945 : Eve Knew Her Apples : Second Motorcycle Officer
- 1945 : La Grande Dame et le Mauvais Garçon (Nob Hill) de Henry Hathaway : Man
- 1945 : Bedside Manner : Elmer Jones
- 1945 : Bells of Rosarita : Charlie
- 1945 : Un héritage sur les bras (Murder, He Says) de George Marshall : Townsman
- 1945 : On Stage Everybody : Clem
- 1945 : Hitchhike to Happiness : Man on Street
- 1945 : La Blonde incendiaire (Incendiary Blonde) de George Marshall : Clown
- 1945 : Penny cherche un père (That Night with You) de William A. Seiter : Taxi Driver
- 1945 : The Navajo Kid : Happy
- 1945 : La Rue rouge (Scarlet Street) de Fritz Lang : Tom Crocker, Evening Globe
- 1946 : Six Gun Man : Rawhide' McTavish
- 1946 : Ambush Trail : Sam Hawkins
- 1946 : Breakfast in Hollywood : Mécanicien
- 1946 : Le Laitier de Brooklyn (The Kid from Brooklyn) de Norman Z. McLeod : Taxi driver
- 1946 : House of Horrors de Jean Yarbrough : Jerry, the morgue attendant
- 1946 : Thunder Town : Utah McGirk
- 1946 : Deadline for Murder : Waiter
- 1946 : Avalanche (en) : Barman
- 1946 : Swell Guy
- 1946 : Boston Blackie and the Law : Syd, Police Turnkey
- 1946 : Susie Steps Out : Biegelman
- 1946 : Cross My Heart : Reporter
- 1946 : Peines de cœur (Love Laughs at Andy Hardy) de Willis Goldbeck : First Taxi Driver
- 1947 : En marge de l'enquête (Dead Reckoning) de John Cromwell : Morgue attendant
- 1947 : Easy Come, Easy Go : Milkman
- 1947 : Backlash (en) : Joe, railroad worker
- 1947 : Fun on a Weekend : Mr. Prigee
- 1947 : Gas House Kids Go West : Motorcycle Cop
- 1947 : La Vie secrète de Walter Mitty (The Secret Life of Walter Mitty) de Norman Z. McLeod : Henchman
- 1947 : Curley : Taxi driver
- 1947 : The Fabulous Joe : Donald
- 1947 : The Hal Roach Comedy Carnival : Donald, in 'Fabulous Joe' / Taxi Driver, in 'Curly'
- 1947 : Les Conquérants d'un nouveau monde (Unconquered) de Cecil B. DeMille : Spieler for Dr Diablo
- 1947 : Last Days of Boot Hill (it) de Ray Nazarro : Hank
- 1948 : Le Prince des voleurs (The Prince of Thieves) : Will Scarlet
- 1948 : L'Homme aux lunettes d'écaille (Sleep, My Love) de Douglas Sirk : Milkman
- 1948 : Bonne à tout faire (Sitting Pretty) de Walter Lang : Chauffeur de taxi
- 1948 : The Miracle of the Bells : Freddy Evans, the Pianist
- 1948 : Adventures in Silverado : Townsman
- 1948 : L'Homme le plus aimé (The Babe Ruth Story) de Roy Del Ruth : Piano Player
- 1948 : Triple Threat (en) : Television Man
- 1948 : Les Filles du major (Isn't It Romantic?) de Norman Z. McLeod : Barman
- 1948 : Brahma taureau sauvage (The Untamed Breed) : Barman
- 1948 : La Fosse aux serpents (The Snake Pit), d'Anatole Litvak : Inmate wearing visor at dance
- 1948 : Racing Luck (en) de William Berke : Pete
- 1948 : That Wonderful Urge : Truck Driver
- 1948 : Visage pâle (The Paleface) de Norman Z. McLeod : Cowboy advising 'stand on toes'
- 1949 : Ma femme et ses enfants (Family Honeymoon) de Claude Binyon : Station master
- 1949 : Miss Mink of 1949 : Louie
- 1949 : The Crime Doctor's Diary : Eddie
- 1949 : Big Jack de Richard Thorpe : Pokey
- 1949 : Le passé se venge (The Crooked Way) de Robert Florey : Vendeur
- 1949 : The Younger Brothers : Prisonnier
- 1949 : Arkansas Swing : Sheriff
- 1949 : Un homme change son destin (The Stratton Story) de  Sam Wood : Person in Theatre
- 1949 : Miss Grain de sel (Miss Grant Takes Richmond) : Surveyor
- 1949 : Chanson dans la nuit (Dancing in the Dark) d'Irving Reis : Mac the projectionist

### Années 1950
- 1950 : Mule Train (en) de John English : Deputy Skeeter
- 1950 : Treize à la douzaine (Cheaper by the Dozen) de Walter Lang : Plombier
- 1950 : Trois Petits Mots (Three Little Words) de Richard Thorpe : Barker at Clanahan's
- 1950 : En plein cirage (The Fuller Brush Girl) : Wardrobe man
- 1950 : Walk Softly, Stranger : joueur de Poker
- 1950 : The Jackpot : Ernie, le facteur
- 1950 : Southside 1-1000 : Drunk
- 1950 : Maman est à la page (Let's Dance) de Norman Z. McLeod : Herman
- 1950 : Highway 301 : Woody' Lyman, Motorist
- 1951 : Deux Nigauds contre l'homme invisible (Abbott and Costello Meet the Invisible Man) de Charles Lamont : Serveur
- 1951 : Valley of Fire : Drunk Miner
- 1952 : Scandale à Las Vegas (The Las Vegas Story) de Robert Stevenson : Matty
- 1952 : Sous le plus grand chapiteau du monde (The Greatest Show on Earth) de Cecil B. DeMille : Circus barker
- 1952 : The Old West : Whitey, takes bets
- 1952 : The Hawk of Wild River : Yank-Em-Out Kennedy
- 1952 : Six filles cherchent un mari (Belles on Their Toes) de Henry Levin : Chauffeur de taxi
- 1952 : Le train sifflera trois fois (High Noon) : Second old timer on hotel porch
- 1952 : Ma and Pa Kettle at the Fair (en) de Charles Barton : Facteur
- 1952 : Wagon Team (it) de George Archainbaud : Jailbreak deputy
- 1952 : Abbott and Costello Meet Captain Kidd : Waiter at Pub
- 1953 : The Redhead from Wyoming : Drunken Settler
- 1953 : Les Démons du Texas (The Tall Texan) d'Elmo Williams : Carney
- 1953 : Gun Belt : Barman
- 1953 : Deux Nigauds chez Vénus (Abbott and Costello Go to Mars) de Charles Lamont : Man at Fountain
- 1954 : Hurricane at Pilgrim Hill (en) de Richard L. Bare : Sheriff Luke Arundle
- 1954 : Waterfront (série TV) : Wally
- 1954 : Jesse James vs. the Daltons : Wagon driver
- 1954 : Trois Heures pour tuer (Three Hours to Kill) d'Alfred L. Werker : Townsman
- 1955 : The Toughest Man Alive : Proprietor
- 1956 : Glory : Feed Bill Creditor
- 1956 : L'Or et l'Amour (Great Day in the Morning) de Jacques Tourneur : Stagecoach Driver
- 1956 : Face au crime (Crime in the Streets) de Don Siegel : Drunk
- 1956 : Un cri dans la nuit (A Cry in the Night) de Frank Tuttle : Joe Kosti, a Pickpocket
- 1957 : L'Odyssée de Charles Lindbergh (The Spirit of St. Louis) de Billy Wilder : Photographe
- 1957 : Le Vengeur (Shoot-Out at Medicine Bend)
- 1958 : Man from God's Country
- 1958 : Escorte pour l'Oregon (Escort West) : Elwood

### Années 1960
- 1963 : The Crawling Hand : Propriétaire de la boutique de soda